# 't Zandseveld

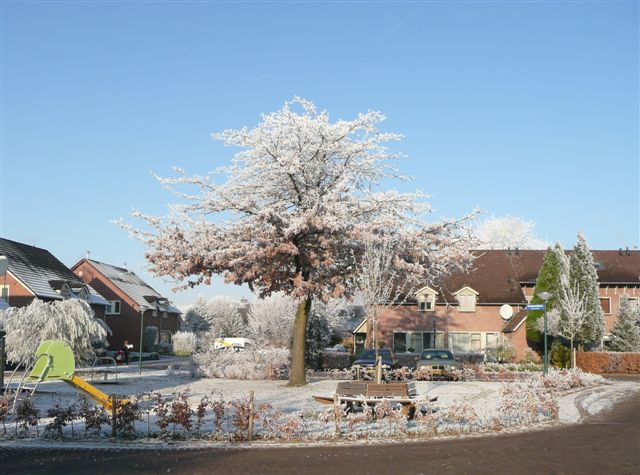
De Randweg en Zandseveldweg

 't Zandseveld is de grootste woonwijk van de Nederlandse plaats Sint Anthonis in de provincie Noord-Brabant. Meer dan een derde van de inwoners van het kerkdorp woont in deze wijk.
Belangrijke straten in 't Zandseveld zijn de Zandseveldweg, de Randweg en de Harrie van de Bergstraat. De wijk staat bekend om zijn vele groen en de vele speelgelegenheden voor kinderen. De bekendste activiteit van de bewonersvereniging van 't Zandseveld is de jaarlijkse Zandsevelddag, die tot in de wijde regio vooral bekendstaat om haar drukbezochte rommelmarkt.